# Jarosław Drozd
Jarosław Jerzy Drozd (ur. 13 czerwca 1955 w Koszalinie) – polski politolog, dyplomata, nauczyciel akademicki, konsul generalny RP w Sankt Petersburgu (2005–2011) i we Lwowie (2011–2015).

## Życiorys
Absolwent VII Liceum Ogólnokształcącego im. Dąbrówki w Poznaniu (1974) oraz dziennikarstwa na Uniwersytecie Adama Mickiewicza w Poznaniu (1978). Był doktorantem w Instytucie Nauk Politycznych UAM oraz asystentem w Instytucie Nauk Ekonomicznych i Społecznych Politechniki Poznańskiej. W 1986 obronił w Polskim Instytucie Spraw Międzynarodowych napisany pod kierunkiem Mieczysława Tomali doktorat na temat Proces normalizacji stosunków PRL-RFN 1970–1982. W 1999 uzyskał na Wydziale Nauk Społecznych UAM stopień doktora habilitowanego nauk humanistycznych w dyscyplinie nauki o polityce, specjalność stosunki międzynarodowe, na podstawie rozprawy Sojusz nadziei. Polsko-niemiecka współpraca wojskowa po 1989 roku.
W latach 1978–1986 pełnił m.in. funkcje – asystenta/starszego asystenta w Polskim Instytucie Spraw Międzynarodowych. Następnie był II i I sekretarzem wydziału politycznego ambasady RP w Berlinie (1986–1990). Przebywał na stypendiach naukowych, np. paryskiego Instytutu Studiów Strategicznych Unii Zachodnioeuropejskiej, Heskiej Fundacji Badań nad Pokojem i Konfliktami we Frankfurcie nad Menem, TEMPUS. Wykładał w międzyczasie na Uniwersytecie w Poczdamie. Kontynuował pracę w Ministerstwie Spraw Zagranicznych, pełniąc funkcję radcy ministra w Departamencie Badań Strategicznych, następnie w Departamencie Studiów i Planowania MSZ (1993), radcy/I radcy w ambasadzie w Wiedniu (1995–2002). Pełnił obowiązki zastępcy dyrektora/dyrektora Departamentu Systemu Informacji MSZ (2002–2005), konsula generalnego w Sankt Petersburgu (2005–2011) i we Lwowie (2011–2015). W 2019 zakończył pracę w MSZ.
W 2002 został profesorem na Uniwersytecie Kardynała Stefana Wyszyńskiego w Warszawie.

## Odznaczenia
- Order „Za zasługi” III klasy (Ukraina, 2015)[4]
- Krzyż Komandorski II Klasy Odznaki Honorowej za Zasługi dla Republiki Austrii (2007)[5]
- Złoty Medal „Opiekuna Miejsc Pamięci Narodowej” (2010)
- Odznaka honorowa „Za Zasługi dla Turystyki”[1]